# 博氏護尾鮠
博氏護尾鮠，為輻鰭魚綱鯰形目平鰭鮠科的其中一種，為熱帶淡水魚，分布於非洲剛果河下游流域，體長可達11公分，棲息在底層水域，生活習性不明。